# Abarema agropecuaria
Abarema agropecuaria là một loài thực vật có hoa thuộc họ Đậu. 